# Dinumma varians
Dinumma varians là một loài bướm đêm trong họ Noctuidae.